# الجزيرة (القاهرة)
الجزيرة أو «جزيرة الزمالك» تقع بنهر النيل في وسط العاصمة المصرية القاهرة. الشطر الجنوبي «حي الجزيرة»، والشطر الشمالي حي الزمالك

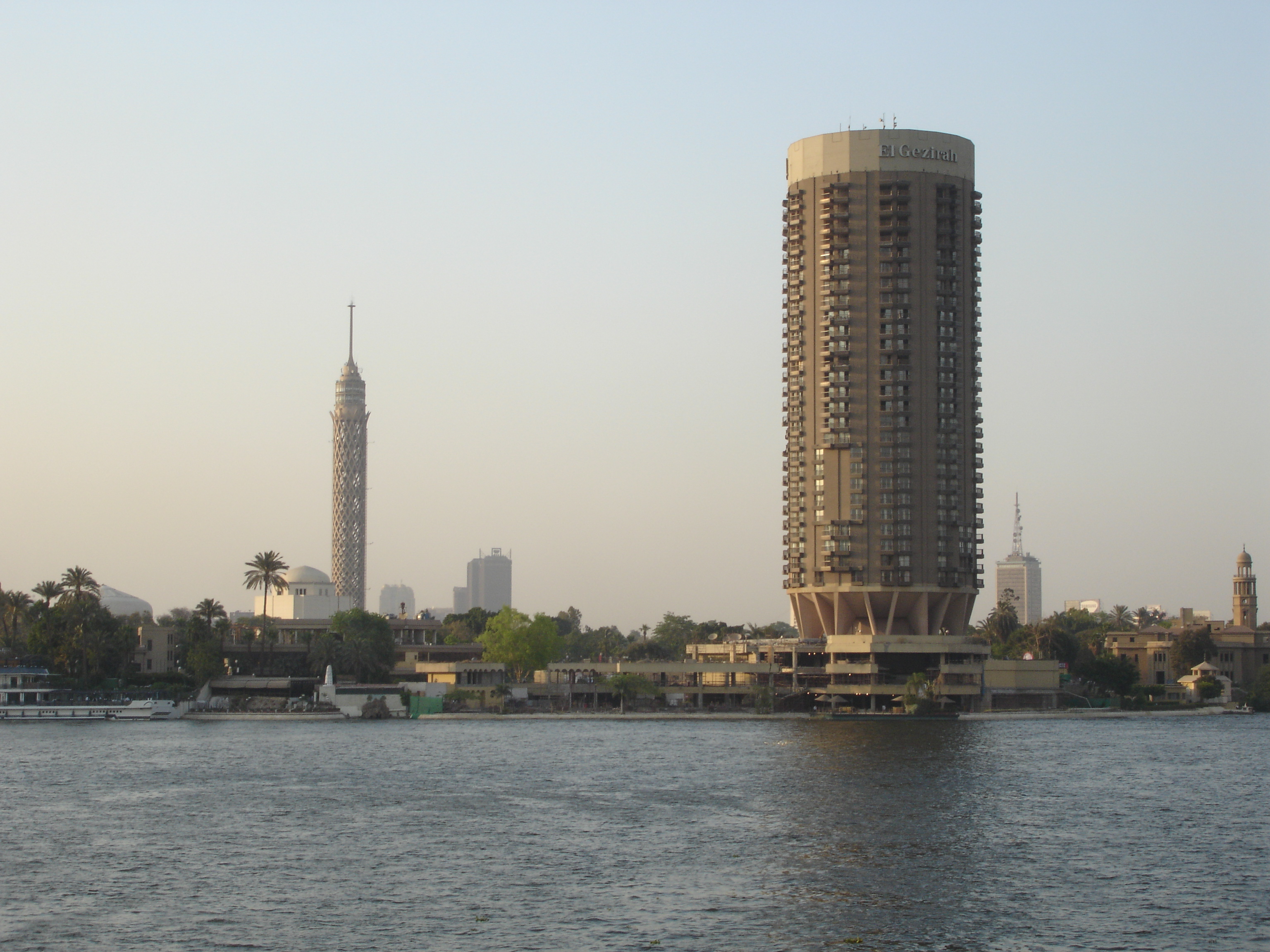
فندق سوفيتيل الجزيرة في الأمام وبرج القاهرة في الخلف.

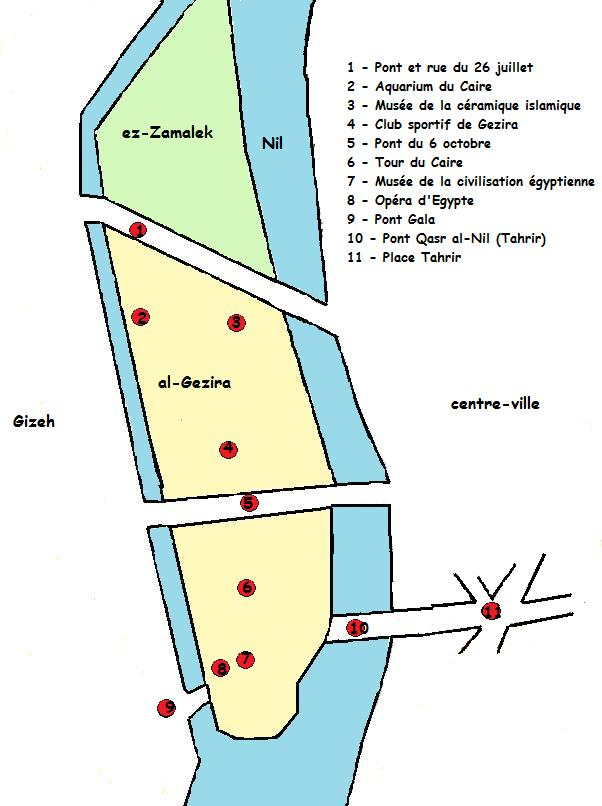
خريطة للجزيرة.

## التاريخ
تحت حكم الخديوي إسماعيل في القرن التاسع عشر، سُمّيت «جزيرة النباتات» (بالفرنسية: Jardin des Plantes)‏ لاحتضانها مجموعة هائلة من النباتات العجيبة التي جُلبت إليها من جميع أنحاء العالم.

## المعالم
- برج القاهرة (1960) أعلى مباني المدينة وفي أعلاه «مطعم متحرك» يرى مرتادوه مناظر بانورامية للقاهرة.
- نادي الجزيرة (1882) أقدم نوادي مصر الرياضية، بجوار البرج.
- دار الأوبرا المصرية الرائدة على الصعيد الإقليمي، قريبة من البرج.
- ساقية الصاوي الواقعة تحت كوبري 15 مايو بالزمالك، أحد أهم المراكز الثقافية في مصر.
- النادي الأهلي المؤسس عام 1907، ويشغل مكانه الحالي في غرب جزيرة الزمالك منذ تأسيسه، ويضم ملعب مختار التتش لكرة القدم والمخصص حالياً للتدريب.
- نقابة المعلمين ونادي المعلمين (المبنى القديم لوزارة التربية والتعليم) وفندق نوفوتيل القاهرة الذي كان يسمى سابقاً "فندق المعلمين"

## معرض صور

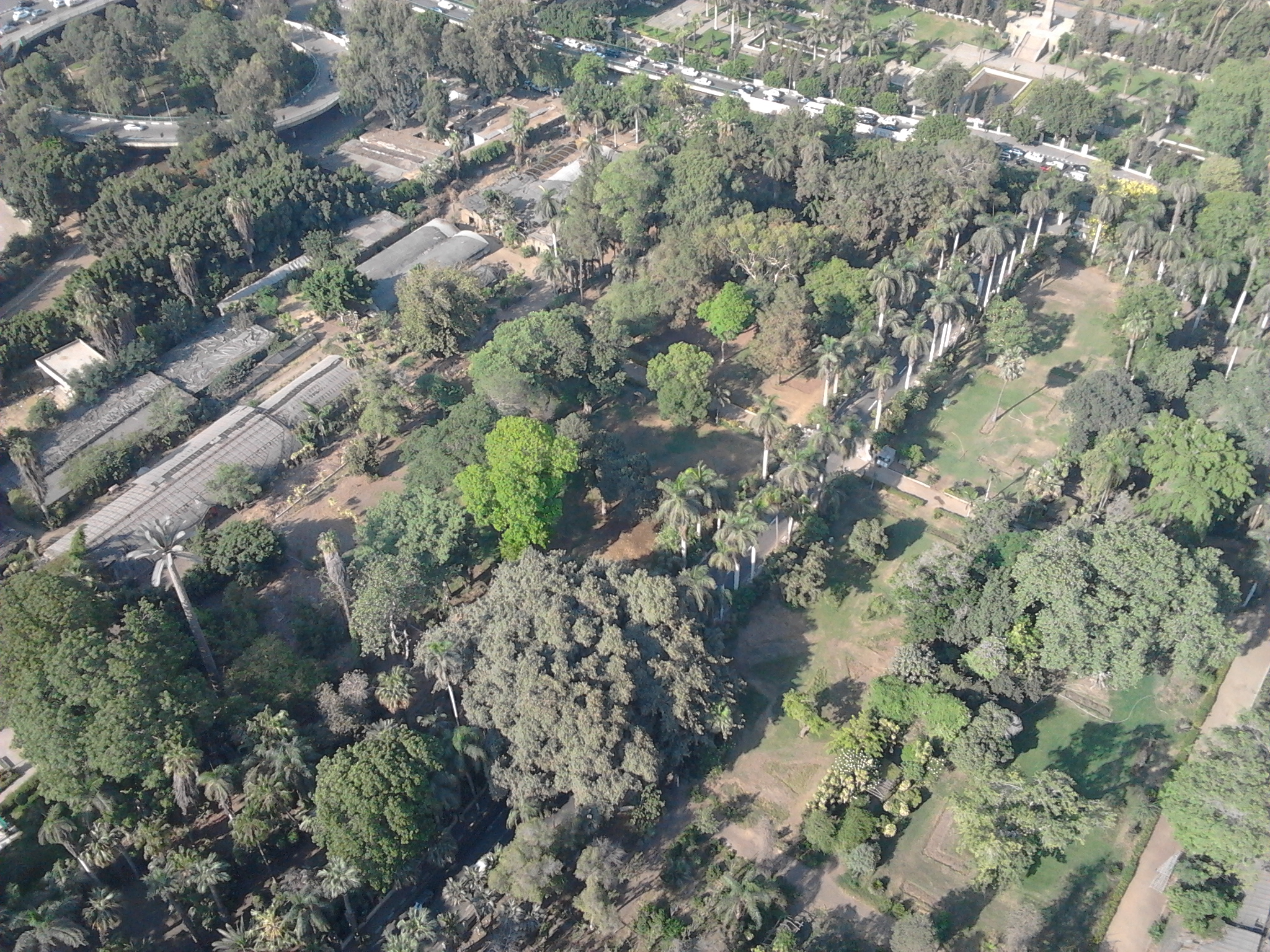
حدائق بالجزيرة
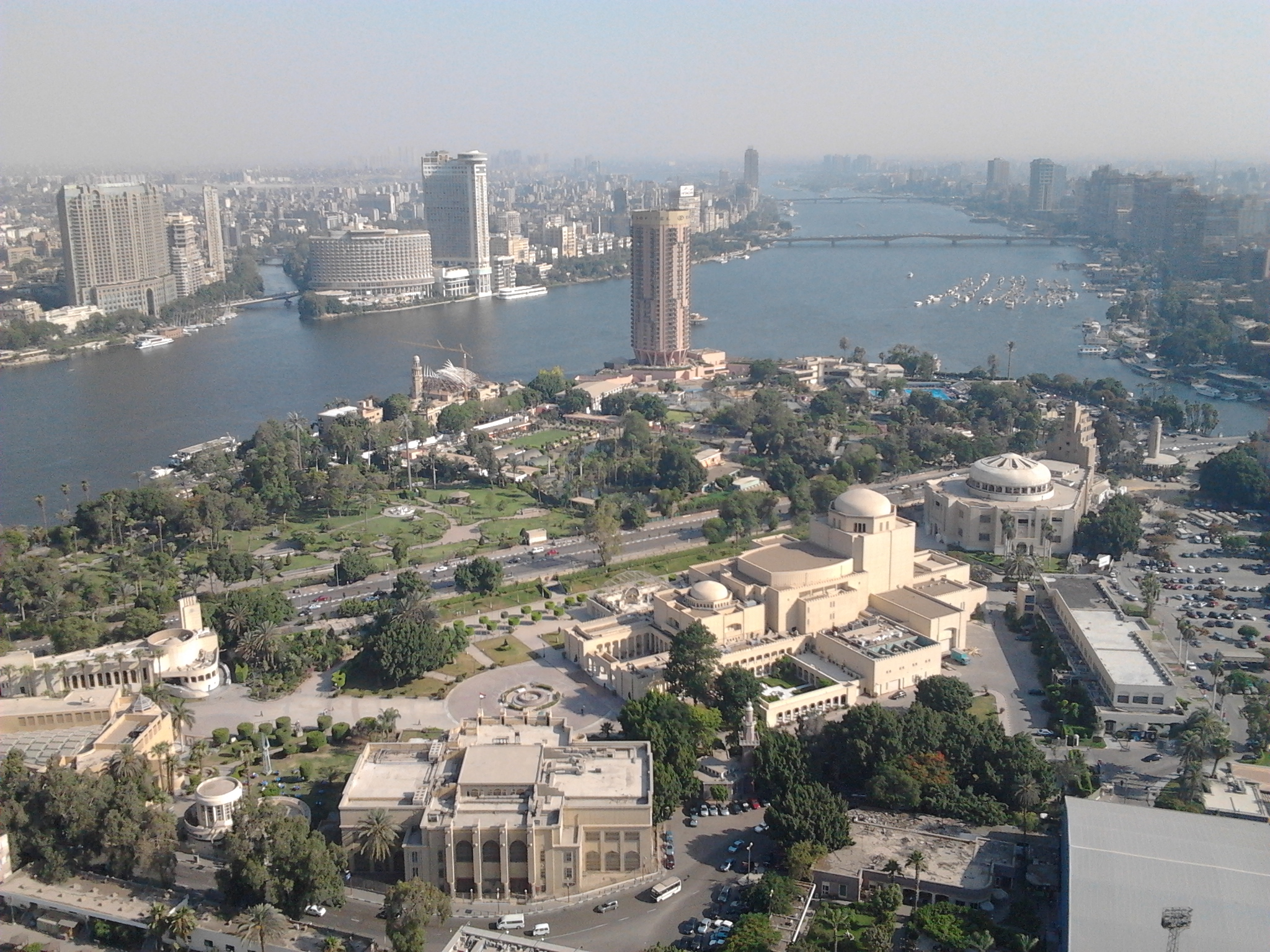
أقصى جنوب الجزيرة